# Décès en 898
Décès
- 894
- 895
- 896
- 897
- 898
- 899
- 900
- 901
- 902

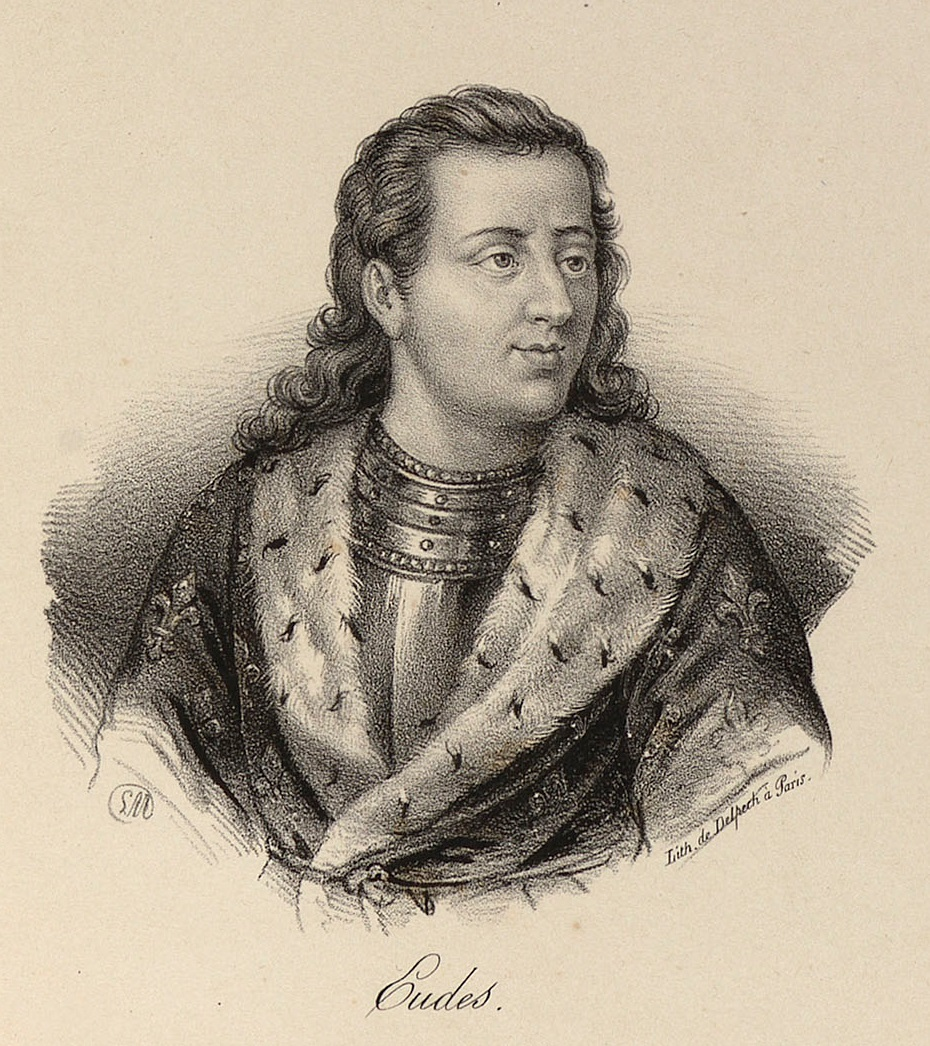
Eudes mort en 898.

Cette page dresse une liste de personnalités mortes au cours de l'année 898 :
- 3 janvier : Eudes, roi de Francie occidentale, premier roi de la dynastie des Robertiens.
- octobre : Al-Moubarred, grammairien arabe.
- 15 octobre : 
  - Lambert de Spolète, empereur d'occident.
  - Euthymios le Jeune, moine du Mont Athos[1].

- Ariwara no Muneyana, poète et courtisan japonais de la première moitié de l'époque de Heian.
- Athanase II de Naples, évêque de Naples puis duc de Naples.

date incertaine (vers 898)
- Gagik Aboumravan Arçrouni,  prince arménien de la maison des Arçrouni qui a été régent de Vaspourakan.

## Crédit d'auteurs
- Cet article est partiellement ou en totalité issu de l'article intitulé « 898 » (voir la liste des auteurs).